# Catalina de Hungría
Catalina de Hungría (en húngaro: Katalin, en serbio: Каталина, romanizado: Katalina; c. 1256 - después de 1314) fue una reina consorte de Serbia por su matrimonio con Esteban Dragutin de Serbia. Era la segunda hija de Esteban V de Hungría y su esposa, la reina Isabel la Cumana.

## Familia
Catalina fue la segunda de seis hijos. Su hermana Isabel también se convirtió en reina de Serbia, por su matrimonio con el hermano de Esteban Dragutin, Esteban Uroš II Milutin de Serbia. Otra hermana, María, se casó con Carlos II de Anjou y tuvo catorce hijos. Su tercera hermana, Ana, se casó con Andrónico II Paleólogo. El hermano de Catalina fue Ladislao IV de Hungría.
Sus abuelos paternos fueron Bela IV de Hungría y su esposa María Láscaris.

## Reina de Serbia
Los esfuerzos de su abuelo, Bela IV de Hungría para asegurar su frontera sur mientras avanzaba hacia el Adriático incluyeron el establecimiento de señores en Srem (Juan Ángelo) y Eslavonia (Rostislav Mijaílovich) que no solo eran capaces sino que también estaban estrechamente conectados con la familia real. Es bastante razonable que una forma efectiva de al menos neutralizar a Serbia bajo Uroš sería conectarlo a través del matrimonio dinástico con la nobleza húngara, ya sea por diplomacia o por la fuerza. Tal uso del matrimonio dinástico ocurrió, por ejemplo, en 1268 cuando Esteban Uroš I de Serbia intentó sin éxito conquistar Mačva (Macsó). El resultado fue el matrimonio de Catalina con su hijo Esteban Dragutin. Se esperaría que un reexamen detallado de las relaciones entre Hungría y Serbia en el período 1240-1265, y especialmente alrededor de 1250, muestre que el matrimonio de Helena de Anjou y Esteban Uroš fue el resultado natural de factores políticos. Tal estudio también ayudaría a iluminar los desarrollos posteriores en las relaciones húngaro-serbias.
Por ejemplo, es bien sabido que Dragutin recibió Mačva, Usora y Soli de manos de su cuñado Ladislao IV de Hungría después de ceder el trono serbio a su hermano Milutin en 1282. Se supone que era conocido como rey de Srem porque estos territorios al sur del Sava incluían los que en un momento fueron llamados Sirmia ulterior por los húngaros, aunque solo Sirmia citerior entre el Sava y el Danubio se conocía normalmente como Srem. Dragutin recibió muchas de estas tierras debido a su matrimonio con Catalina.
Los hijos de Catalina fueron herederos del trono de Hungría cuando su hermano, Ladislao, murió sin hijos, después de rechazar a su esposa, Isabela de Anjou, por el bien de su familia cumana. Sin embargo, sus hijos no heredaron Hungría, sino su primo lejano, Andrés III, aunque su reclamación estaba en duda porque otros monarcas europeos creían que Hungría estaba en su poder. Sin embargo, el hijo de Catalina, Esteban Vladislav II de Sirmia, siempre fue un pretendiente al trono, incluso después de la muerte de Andrés III en 1301. Catalina y su hijo competían con sus sobrinos. Su sobrino, Carlos Martel de Anjou, les dio la provincia de Eslavonia aunque no le perteneciera.
Un enviado bizantino que visitó la corte serbia alrededor de 1268 para participar en negociaciones finalmente fallidas para una alianza matrimonial escribió despectivamente sobre las condiciones en la corte:

El Gran Rey [Uroš], como se le llama, vive una vida sencilla de tal manera que sería una desgracia para un funcionario mediocre en Constantinopla; la nuera húngara del rey [Catalina] trabaja en su rueca con un vestido barato; la familia come como una manada de cazadores o ladrones de ovejas.

Cerca del final de su vida, Esteban Dragutin se separó de sus amigos húngaros; ganó con su matrimonio y fortaleció sus conexiones en Serbia. Más tarde se hizo monje y cambió su nombre a Teoctisto. Murió en 1316 y fue enterrado en el monasterio de Đurđevi stupovi cerca de Novi Pazar.
Catalina misma murió en algún momento después de 1314, sin embargo otros no están seguros de cuándo murió.

## Descendencia
Catalina y Esteban Dragutin tuvieron tres hijos:
- Esteban Vladislav II, rey de Srem (1316-1325).
- Isabel, casada en 1284 con Esteban I, Ban de Bosnia, convirtiéndose en madre de Esteban II, Ban de Bosnia.
- Urošica, monje.